# Blumenhof (Abtsgmünd)
Der Blumenhof ist ein Einzelhof im Gemeindeteil Laubach von Abtsgmünd im Ostalbkreis in Baden-Württemberg.

## Beschreibung
Der Hof steht etwa 500 Meter nordwestlich von Laubach und etwa drei Kilometer südwestlich des Abtsgmünder Hauptortes. Der Hof liegt auf einer eigenen Rodungsinsel westlich über dem Tal der Lein. Naturräumlich liegt der Ort im Vorland der östlichen Schwäbischen Alb, genauer auf den Liasplatten über Rems und Lein.

## Geschichte
Der Hof, der schon im 16. Jahrhundert bestand, wurde früher „Weilerholz“ genannt.